# Voice - Danmarks Største Stemme (Sæson 2)
Anden sæson havde premiere den 15. september 2012 på TV 2. Finalen fandt sted 24. november 2012.

## Første fase: Blindtests
De første fem programmer er såkaldte "blindtests", hvor de fire coaches ikke kan se deltagerne. De kan kun bedømme deltageren ud fra deres sangstemme, og får først lov til at se deltageren, hvis de vælger personen. Hvis flere coaches vil have deltageren, er det op til deltageren selv, hvilket team de vil ende på. I sidste program havde de fire coaches mulighed for at vælge et såkaldt wildcard – en ekstra deltager til deres hold.
| Afsnit | Coaches og deres deltagere                  | Coaches og deres deltagere                           | Coaches og deres deltagere                                    | Coaches og deres deltagere                   |
| Afsnit | Sharin Foo                                  | Xander                                               | Lene Nystrøm                                                  | L.O.C.                                       |
| ------ | ------------------------------------------- | ---------------------------------------------------- | ------------------------------------------------------------- | -------------------------------------------- |
| 01     | Jakob Wredstrøm Louise Bjerre Nanna Larsen  | Izabella Dzuibek Kamille B. Schjøter Malene Pedersen | Christian Krogh Sørensen                                      | Anders Gøttsch                               |
| 02     | Christoffer Stjerne                         | Søren Jørgensen                                      | Michelle Nørlev Larsen Emilie Roskjær Toft Jean Paul Espinosa | Emilie Päevatalu Anna Hansen                 |
| 03     | Dianna Lindharth Tifanie Haick Mads Lumholt | Sofus Jensen Susan Dervishi                          | Tommy Jensen Louise Schouw                                    | Johannes Hübertz Winnie Doktor Tanja Fossdal |
| 04     | Mette Berg                                  | Josias Juliussen Andreas Odbjerg                     | Søs Haals Celine Broadbent Anja Wedel (Wildcard)              | Evi Jakobsen Mayanoa Schneider               |

## Anden fase: Battles
I fire battle-runder sætter de fire coaches deres egne sangere op mod hinanden; En mod en dyster sangere fra samme hold mod hinanden i én sang, som de skal synge sammen. Efter hver battle er det op til holdets coach at vælge, hvem der går videre til den afgørende tredje fase: liveshows.
     Denne sanger gik videre til liveshows.
| Afsnit | Battle | Modstandere              | Modstandere              | Modstandere              | Modstandere              | Modstandere              | Modstandere              | Sang (original kunstner)                                  | Coach  |
| ------ | ------ | ------------------------ | ------------------------ | ------------------------ | ------------------------ | ------------------------ | ------------------------ | --------------------------------------------------------- | ------ |
| 05     | 1      | Christoffer Stjerne      | Christoffer Stjerne      | Christoffer Stjerne      | Louise Bjerre            | Louise Bjerre            | Louise Bjerre            | "We Are Young" (Fun. featuring Janelle Monáe)             | Sharin |
| 05     | 2      | Sofus Jensen             | Sofus Jensen             | Sofus Jensen             | Andreas Odbjerg          | Andreas Odbjerg          | Andreas Odbjerg          | "The Seed (2.0)" (The Roots featuring Cody Chesnutt)      | Xander |
| 05     | 3      | Celine Broadbent         | Celine Broadbent         | Celine Broadbent         | Jean Paul Espinosa       | Jean Paul Espinosa       | Jean Paul Espinosa       | "Broken Strings" (James Morrison featuring Nelly Furtado) | Lene   |
| 05     | 4      | Johannes Hubertz         | Johannes Hubertz         | Johannes Hubertz         | Mayanoa Schneider        | Mayanoa Schneider        | Mayanoa Schneider        | "It's a Man's Man's Man's World" (James Brown)            | L.O.C. |
| 05     | 5      | Mette Berg               | Mette Berg               | Mette Berg               | Tifanie Haick            | Tifanie Haick            | Tifanie Haick            | "My Delirium" (Ladyhawke)                                 | Sharin |
| 05     | 6      | Susan Dervishi           | Susan Dervishi           | Susan Dervishi           | Izabel Dzuibek           | Izabel Dzuibek           | Izabel Dzuibek           | "Impossible" (Shontelle)                                  | Xander |
| 05     | 7      | Tanja Fossdal            | Tanja Fossdal            | Tanja Fossdal            | Evi Jacobsen             | Evi Jacobsen             | Evi Jacobsen             | "Primadonna" (Marina and the Diamonds)                    | L.O.C. |
| 05     | 8      | Anja Wedel               | Anja Wedel               | Louise Schouw            | Louise Schouw            | Emelie Sarah Toft        | Emelie Sarah Toft        | "How We Do" (Rita Ora)                                    | Lene   |
| 06     | 1      | Anders Gøttsch           | Anders Gøttsch           | Anders Gøttsch           | Anna Hansen              | Anna Hansen              | Anna Hansen              | "Rumour Has It" (Adele)                                   | L.O.C. |
| 06     | 2      | Michelle Isabelle Larsen | Michelle Isabelle Larsen | Michelle Isabelle Larsen | Christian Krogh Sørensen | Christian Krogh Sørensen | Christian Krogh Sørensen | "Good Time" (Owl City og Carly Rae Jepsen)                | Lene   |
| 06     | 3      | Josias Juliussen         | Josias Juliussen         | Josias Juliussen         | Malene Pedersen          | Malene Pedersen          | Malene Pedersen          | "Find Your Love" (Drake)                                  | Xander |
| 06     | 4      | Dianna Lindhart          | Dianna Lindhart          | Dianna Lindhart          | Jakob Wredtstrøm         | Jakob Wredtstrøm         | Jakob Wredtstrøm         | "Animal" (Miike Snow)                                     | Sharin |
| 06     | 5      | Kamille B. Schjøter      | Kamille B. Schjøter      | Kamille B. Schjøter      | Søren Jørgensen          | Søren Jørgensen          | Søren Jørgensen          | "Vårvise" (Sebastian & Sissel)                            | Xander |
| 06     | 6      | Winnie Doctor            | Winnie Doctor            | Winnie Doctor            | Emilie Paevatalu         | Emilie Paevatalu         | Emilie Paevatalu         | "Easy Please Me" (Katy B)                                 | L.O.C. |
| 06     | 7      | Mads Lumholdt            | Mads Lumholdt            | Mads Lumholdt            | Nanna Larsen             | Nanna Larsen             | Nanna Larsen             | "Don't Dream It's Over" (Crowded House)                   | Sharin |
| 06     | 8      | Søs Haals                | Søs Haals                | Søs Haals                | Tommy Jensen             | Tommy Jensen             | Tommy Jensen             | "Simply Amazing" (Trey Songz)                             | Lene   |

## Tredje fase: Live-shows
Tekst mangler, hjælp os med at skrive teksten

## Statistik
|          |                                      | Uge 1  | Uge 2   | Uge 3   | Uge 4   | Uge 4      |
| 1. runde | 2. runde                             | Uge 1  | Uge 2   | Uge 3   |         |            |
| -------- | ------------------------------------ | ------ | ------- | ------- | ------- | ---------- |
| 1. Plads | Emilie Paevatalu (Team Liam)         | VIDERE |         | VIDERE  | VIDERE  | VINDER     |
| 2. Plads | Andreas Odbjerg (Team Xander)        | VIDERE |         | VIDERE  | VIDERE  | ANDENPLADS |
| 3. Plads | Christian Krogh Sørensen (Team Lene) |        | VIDERE  | VIDERE  | UDE     | Udstemt    |
| 4. Plads | Dianna Lindharth (Team Sharin)       | VIDERE |         | VIDERE  | UDE     | Udstemt    |
| 5. Plads | Christoffer Stjerne (Team Sharin)    |        | VIDERE  | UDE     | Udstemt | Udstemt    |
| 5. Plads | Kamille Schjøter (Team Xander)       |        | VIDERE  | UDE     | Udstemt | Udstemt    |
| 5. Plads | Louise Schouw (Team Lene)            | VIDERE |         | UDE     | Udstemt | Udstemt    |
| 5. Plads | Johannes Hubertz (Team Liam)         |        | VIDERE  | UDE     | Udstemt | Udstemt    |
| 6. Plads | Mette Berg (Team Sharin)             |        | UDE     | Udstemt | Udstemt | Udstemt    |
| 6. Plads | Susan Dervishi (Team Xander)         |        | UDE     | Udstemt | Udstemt | Udstemt    |
| 6. Plads | Søs Haals (Team Lene)                |        | UDE     | Udstemt | Udstemt | Udstemt    |
| 6. Plads | Anders Gøttsch (Team Liam)           |        | UDE     | Udstemt | Udstemt | Udstemt    |
| 7. Plads | Nanna Larsen (Team Sharin)           | UDE    | Udstemt | Udstemt | Udstemt | Udstemt    |
| 7. Plads | Josias Julissen (Team Xander)        | UDE    | Udstemt | Udstemt | Udstemt | Udstemt    |
| 7. Plads | Jean Paul (Team Lene)                | UDE    | Udstemt | Udstemt | Udstemt | Udstemt    |
| 7. Plads | Tanja Fossdal (Team Liam)            | UDE    | Udstemt | Udstemt | Udstemt | Udstemt    |

I den sidste fase skal de de 16 tilbageværende deltagere optræde direkte i fjernsynet. Hver uge vil der blive elimineret deltagere. Finalen finder sted den 24. november 2012, hvor seerne vælger, hvilken af de fire tilbageværende deltagere – én fra hvert hold – der skal vinde konkurrencen.
| Coach: L.O.C.            | Coach: L.O.C. | Coach: L.O.C. | Coach: L.O.C. | Coach: L.O.C. | Coach: L.O.C. |
| Deltager                 | 1. live-show  | 2. live-show  | 3. live-show  | Finalen       |               |
| ------------------------ | ------------- | ------------- | ------------- | ------------- | ------------- |
| Emelie Paevatalu         | Videre        | N/A           | Videre        | 1. plads      |               |
| Johannes Hubertz         | N/A           | Videre        | Elimineret    | Elimineret    |               |
| Anders Gøttsch           | N/A           | Elimineret    | Elimineret    | Elimineret    |               |
| Tanja Fossdal            | Elimineret    | Elimineret    | Elimineret    | Elimineret    |               |
| Coach: Xander Linnet     |               |               |               |               |               |
| Deltager                 | 1. live-show  | 2. live-show  | 3. live-show  | Finalen       |               |
| Andreas Odbjerg          | Videre        | N/A           | Videre        | 2. plads      |               |
| Kamille Schjøter         | N/A           | Videre        | Elimineret    | Elimineret    |               |
| Susan Dervishi           | N/A           | Elimineret    | Elimineret    | Elimineret    |               |
| Josias Juliussen         | Elimineret    | Elimineret    | Elimineret    | Elimineret    |               |
| Coach: Lene Nystrøm      |               |               |               |               |               |
| Deltager                 | 1. live-show  | 2. live-show  | 3. live-show  | Finalen       |               |
| Christian Krogh Sørensen | N/A           | Videre        | Videre        | 3. plads      |               |
| Louise Schouw            | Videre        | N/A           | Elimineret    | Elimineret    |               |
| Søs Haals                | N/A           | Elimineret    | Elimineret    | Elimineret    |               |
| Jean Paul Espinosa       | Elimineret    | Elimineret    | Elimineret    | Elimineret    |               |
| Coach: Sharin Foo        |               |               |               |               |               |
| Deltager                 | 1. live-show  | 2. live-show  | 3. live-show  | Finalen       |               |
| Dianna Lindhart          | Videre        | N/A           | Videre        | 4. plads      |               |
| Christoffer Stjerne      | N/A           | Videre        | Elimineret    | Elimineret    |               |
| Mette Berg               | N/A           | Elimineret    | Elimineret    | Elimineret    |               |
| Nanna Larsen             | Elimineret    | Elimineret    | Elimineret    | Elimineret    |               |

### Første liveshow
I det første liveshow er det to sangere fra hvert team, der skal optræde. Elimineringen foregår på den måde, at coachens 100 points, og seerne stemmer bliver lagt sammen. Så den ene deltager, går videre til semifinalen, imens den anden ryger ud.
| Rækkefølge | Coach  | Deltager         | Sang                                      | Point fra coach | Point fra seerne | Samlede point | Resultat   |
| ---------- | ------ | ---------------- | ----------------------------------------- | --------------- | ---------------- | ------------- | ---------- |
| 1          | L.O.C. | Tanja Fossdal    | "Wild Ones" (Flo Rida featuring Sia)      | 40              | 37               | 77            | Elimineret |
| 2          | L.O.C. | Emelie Paevatalu | "Dum for dig" (Barbara Moleko)            | 60              | 63               | 123           | Videre     |
| 3          | Lene   | Jean Paul        | "Free" (Graffiti6)                        | 60              | 38               | 98            | Elimineret |
| 4          | Lene   | Louise Schouw    | "Weak" (Skunk Anansie)                    | 40              | 62               | 102           | Videre     |
| 5          | Xander | Andreas Odbjerg  | "Cry Me A River" (Justin Timberlake)      | 60              | 80               | 140           | Videre     |
| 6          | Xander | Josias Juliussen | "Diamonds" (Rihanna)                      | 40              | 20               | 60            | Elimineret |
| 7          | Sharin | Nanna Larsen     | "Et hav af udstrakte hænder" (Søren Huss) | 40              | 26               | 66            | Elimineret |
| 8          | Sharin | Dianna Lindhart  | "Love Lockdown" (Kanye West)              | 60              | 74               | 134           | Videre     |

### Andet liveshow
I det andet liveshow er det to sangere fra hvert team, der skal optræde. Elimineringen foregår på den måde, at coachens 100 points, og seerne stemmer bliver lagt sammen. Så den ene deltager, går videre til semifinalen, imens den anden ryger ud.
| Rækkefølge | Coach  | Deltager                 | Sang                                            | Point fra coach | Point fra seerne | Samlede point | Resultat   |
| ---------- | ------ | ------------------------ | ----------------------------------------------- | --------------- | ---------------- | ------------- | ---------- |
| 1          | Sharin | Mette Berg               | "Black Horse And The Cherry Tree" (KT Tunstall) | 40              | 46               | 86            | Elimineret |
| 2          | Sharin | Christoffer Stjerne      | "Billie Jean" (Michael Jackson)                 | 60              | 54               | 114           | Videre     |
| 3          | Xander | Kamille B. Schjøter      | "Newyork" (Paloma Faith)                        | 60              | 50               | 110           | Videre     |
| 4          | Xander | Susan Dervishi           | "Another Way In Paradise" (Brandy)              | 40              | 50               | 90            | Elimineret |
| 5          | L.O.C. | Johannes Hubertz         | "En Sang Om Kærlighed" (Tue West)               | 60              | 71               | 131           | Videre     |
| 6          | L.O.C. | Anders Gøttsch           | "All Night Long" (Lionel Richie)                | 40              | 29               | 69            | Elimineret |
| 7          | Lene   | Søs Haals                | "Feel" (Robbie Williams)                        | 60              | 34               | 94            | Elimineret |
| 8          | Lene   | Christian Krogh Sørensen | "Standing In The Dark" (Lawson)                 | 40              | 66               | 106           | Videre     |

### Tredje liveshow
I det tredje liveshow er det to sangere fra hvert team, der skal optræde. Elimineringen foregår på den måde, at coachens 100 points, og seerne stemmer bliver lagt sammen. Så den ene deltager, går videre til finalen, imens den anden ryger ud.
| Rækkefølge | Coach  | Deltager                 | Sang                                        | Point fra coach | Point fra seerne | Samlede point | Resultat   |
| ---------- | ------ | ------------------------ | ------------------------------------------- | --------------- | ---------------- | ------------- | ---------- |
| 1          | L.O.C. | Johannes Hubertz         | "Somebody Told Me" (The Killers)            | 40              | 49               | 89            | Elimineret |
| 2          | Lene   | Louise Schouw            | "Girls On Fire" (Alicia Keys)               | 40              | 23               | 63            | Elimineret |
| 3          | Xander | Kamille B. Schjøter      | "Pressure" (Quadron)                        | 40              | 17               | 57            | Elimineret |
| 4          | Sharin | Dianna Lindhart          | "Seven Nation Army" (The White Stripes)     | 60              | 70               | 130           | Videre     |
| 5          | Lene   | Christian Krogh Sørensen | "Dont Wake Me Up" (Chris Brown)             | 60              | 77               | 137           | Videre     |
| 6          | Xander | Andreas Odbjerg          | "Who`s Gonna Save My Soul" (Gnarls Barkley) | 60              | 83               | 143           | Videre     |
| 7          | Sharin | Christoffer Stjerne      | "The Pretender" (Foo Fighters)              | 40              | 30               | 70            | Elimineret |
| 8          | L.O.C. | Emelie Paevatalu         | "Somebody Told Me" (Raphael Saadiq)         | 60              | 51               | 111           | Videre     |

### Finalen
Ved finalen er det kun seerne, som har indflydelse på, hvem der vinder. Udover seernes sms-stemmer tæller også antallets af Spotify-streamings af aftenens numre. Deltagerne optræder tre gange; først med et covernummer, derefter en duet med deres coach og dennes sang og til sidst med et originalt nummer, som deltageren helt eller delvist selv har komponeret og skrevet. 
| Coach  | Deltager                 | Rækkefølge | Første sang (Covernummer)                  | Rækkefølge | Anden sang (Duet med Coach)                               | Rækkefølge | Tredje sang (Originalt nummer)  | Resultat |
| ------ | ------------------------ | ---------- | ------------------------------------------ | ---------- | --------------------------------------------------------- | ---------- | ------------------------------- | -------- |
| Lene   | Christian Krogh Sørensen | 1          | "Living While We're Young" (One Direction) | 5          | "If The World Didn't Suck (We Would All Fall Off)" (Aqua) | 10         | "Hurt"                          | 3. plads |
| Xander | Andreas Odbjerg          | 2          | "Off The Wall" (Michael Jackson)           | 6          | "Hvis Jeg Skrev Dig En Sang" (Xander Linnet)              | 12         | "Årets Defekt"                  | 2. plads |
| Sharin | Dianna Lindharth         | 3          | "Uopnåelig" (Marie Key)                    | 7          | "The Enemy" (The Raveonettes)                             | 9          | "Come To Me (You Dont Know Me)" | 4. plads |
| L.O.C. | Emelie Paevatalu         | 4          | "She Said" (Plan B)                        | 8          | "Helt Min Egen" (LOC)                                     | 11         | "Skandale"                      | 1. plads |

## Resume af deltagere
| L.O.C.       | Myanoa Schneider | Evi Jakobsen        | Anna Hansen            | Winnie Doktor   | Tanja Fossdal      | Anders Gøttsch | Johannes Hübertz    | Emelie Paevatalu         |
| Xander       | Sofus Jensen     | Izabella Dzuibek    | Malene Pedersen        | Søren Jørgensen | Josias Juliussen   | Susan Dervishi | Kamille B. Schjøter | Andreas Odbjerg          |
| Lene Nystrøm | Celine Broadbent | Emilie Roskjær Toft | Michelle Nørlev Larsen | Tommy Jensen    | Jean Paul Espinosa | Søs Haals      | Louise Schouw       | Christian Krogh Sørensen |
| Sharin Foo   | Louise Bjerre    | Tifanie Haick       | Jacob Wredstrøm        | Mads Lumholt    | Nanna Larsen       | Mette Berg     | Christoffer Stjerne | Dianna Lindharth         |